# 姜晓
姜晓（JIANG Xiao，1987年7月4日—），中国男子自行车運動員。

## 簡歷
2010年11月，姜晓代表中國參加亞運會自行車比賽，在男子团体追逐赛贏得铜牌。